# فيكتور غوتيريز
فيكتور غوتيريز (بالإسبانية: Víctor Gutiérrez)‏ (27 يناير 1978 في المكسيك - ) هو لاعب كرة قدم مكسيكي في مركز الدفاع. شارك مع منتخب المكسيك لكرة القدم. أما مع النوادي، فقد لعب مع كروز آزول ونادي تشياباس ونادي نيكاكسا وCruz Azul Hidalgo ‏ وClub 2 de Mayo ‏.

## وصلات خارجية
- فيكتور غوتيريز على موقع الاتحاد الدولي (مؤرشف)  (الإنجليزية)
- فيكتور غوتيريز على موقع قاعدة بيانات كرة القدم.إي يو (الإنجليزية)
- فيكتور غوتيريز على موقع ناشيونال فوتبول تيمز (الإنجليزية)
- فيكتور غوتيريز على موقع Soccerway.com (الإنجليزية)